# Arnulfstraße (München)
Die Arnulfstraße ist eine ca. 3,8 km lange Innerortsstraße in München. Sie führt vom Bahnhofplatz in der Ludwigsvorstadt durch die Maxvorstadt (nördlich des Bahnkörpers) nach Westen zum Romanplatz in Neuhausen. Über die Hackerbrücke besteht Verbindung mit der südlich der Eisenbahngleise parallel verlaufenden Landsberger Straße. Bis 1968 fuhr die Trambahnlinie 3 durch die Arnulfstraße. Sie wurde im Zuge des S-Bahn-Baus zunächst umgeleitet und dann stillgelegt. 1996 wurde der Trambahnbetrieb auf der Arnulfstraße mit der Liniennummer 17 wiedereröffnet.

## Beschreibung

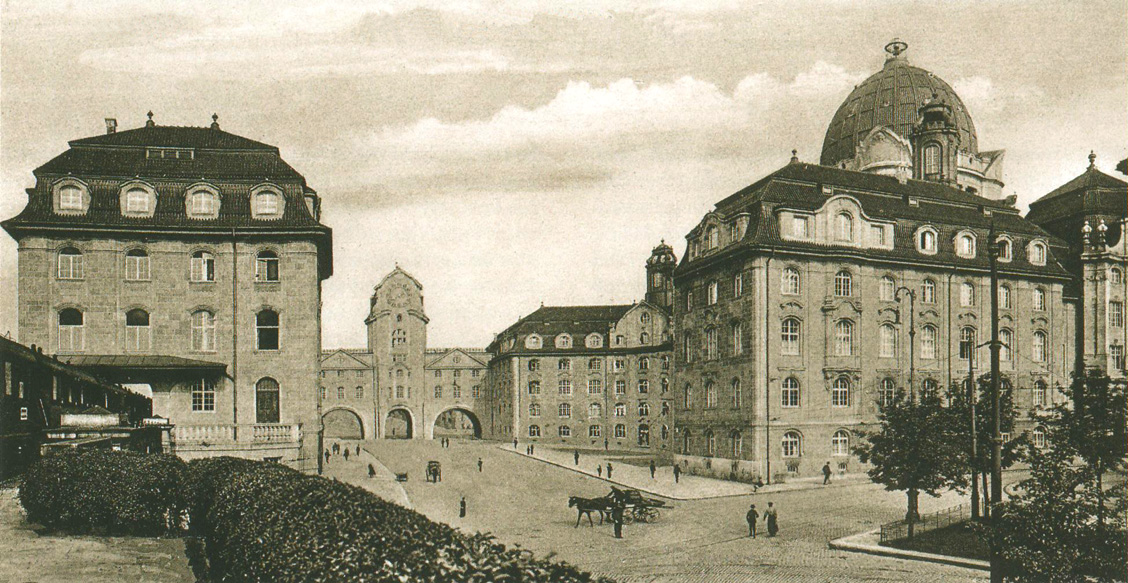
1916: Verkehrsministerium mit dem Torbau in der Mitte, links der erhaltene südliche Bauteil (heute Eisenbahn-Bundesamt)

Zwischen 1906 und 1916 wurden mit der Hausnummer 9 beiderseits der Straße die Gebäude des Königlich-Bayerischen Verkehrsministeriums errichtet. Es war dann in der Nachfolge das Bundesbahn-Zentralamt und das heutige lokale Eisenbahn-Bundesamt.
Des Weiteren befindet sich in der Arnulfstraße Haus-Nr. 2 das 1920 erbaute Hotel Deutscher Kaiser, Nr. 3 das Kinder- und Jugendmuseum München, Nr. 21 der Zentrale Omnibusbahnhof München, Nr. 22 der Bayerische Blinden- und Sehbehindertenbund, Nr. 42/44 das Hauptgebäude des Bayerischen Rundfunks,  Nr. 52 der Augustiner-Keller und Nr. 56–60 Gebäude der ehemaligen Oberpostdirektion ab 1920 (heute Sitz mehrerer Firmen) sowie Nr. 62 das ehemalige Postzustellamt heute bekannt als der Postpalast.
Die Häuser mit den Hausnummern 107–163 (die ungeraden Nummern) gehören zu der 1928–1929 erbauten Postversuchssiedlung des Bayerischen Post- und Telegraphenverbandes. Die Arnulfstraße 195 ist die denkmalgeschützte Gleishalle des Paketpostamtes. An der Arnulfstraße 294 stand der 2017 abgebrannte Kulturpavillon am Romanplatz.
In unmittelbarer Nähe zur Straße liegen der Arnulfpark und der Hirschgarten.
In der Arnulfstraße befinden sich die Skulpturen X der Künstlerin Isa Genzken sowie Lichtzeichen von Michael Friederichsen.

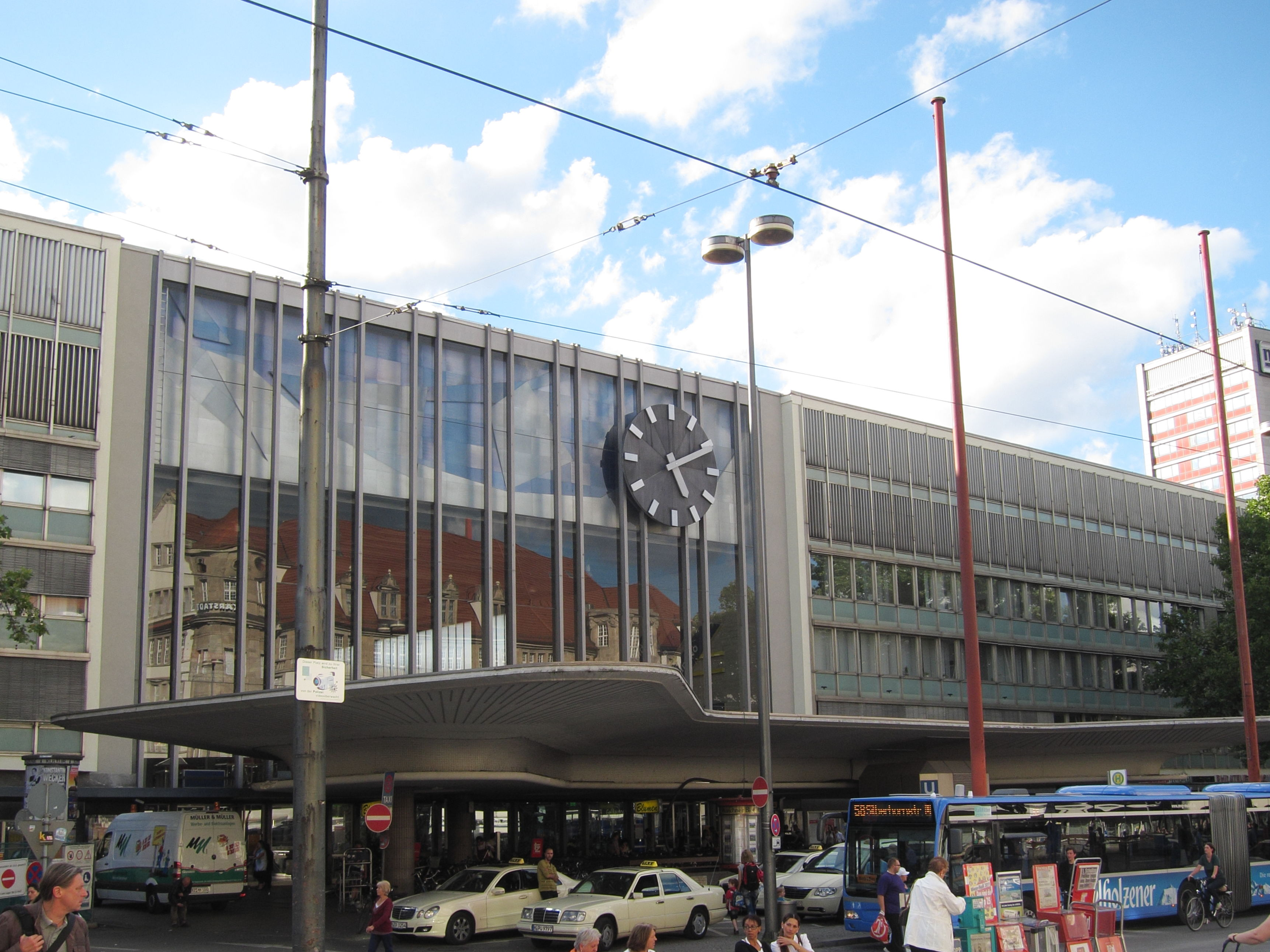
Münchner Hauptbahnhof
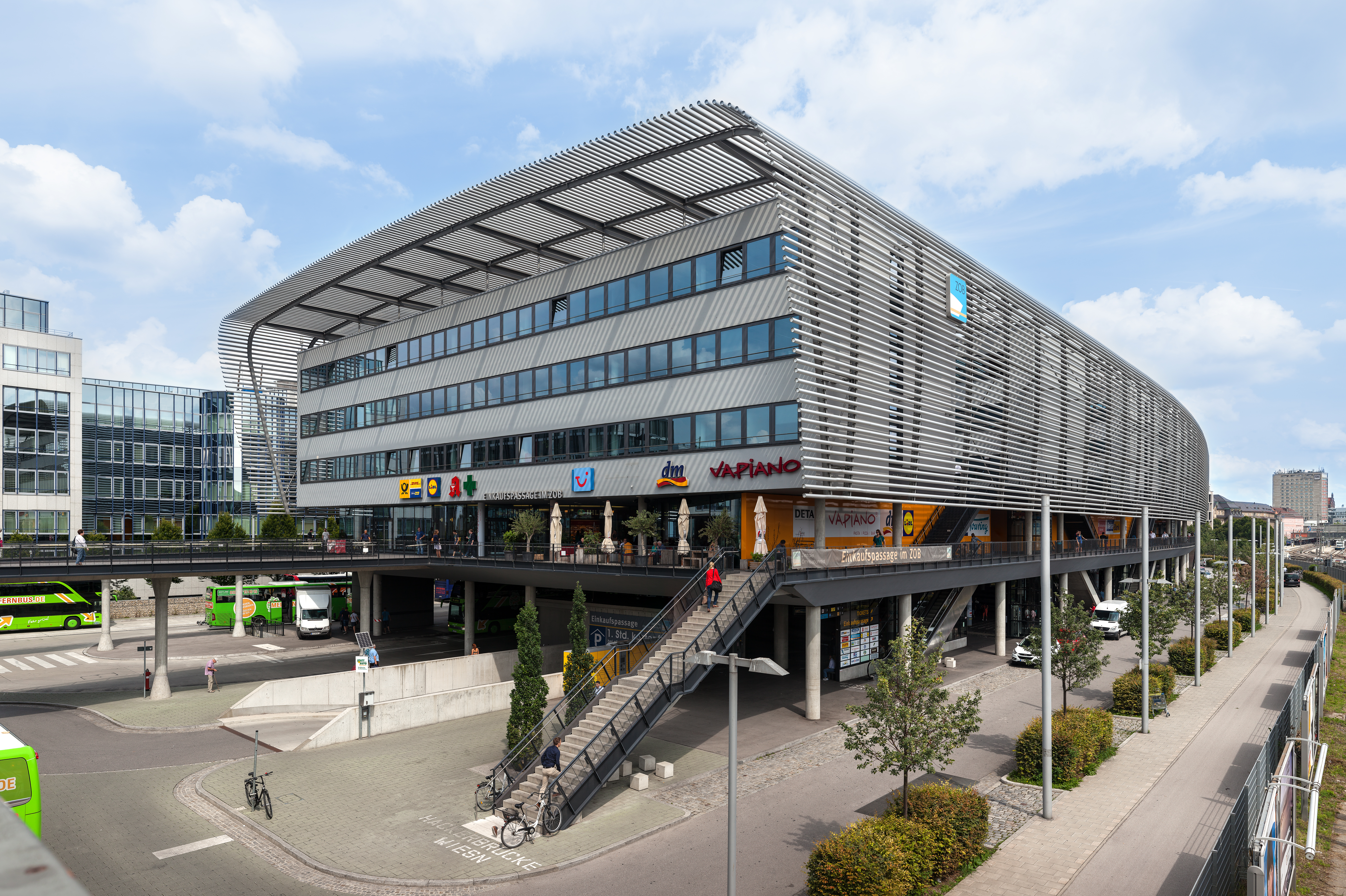
Zentraler Omnibusbahnhof
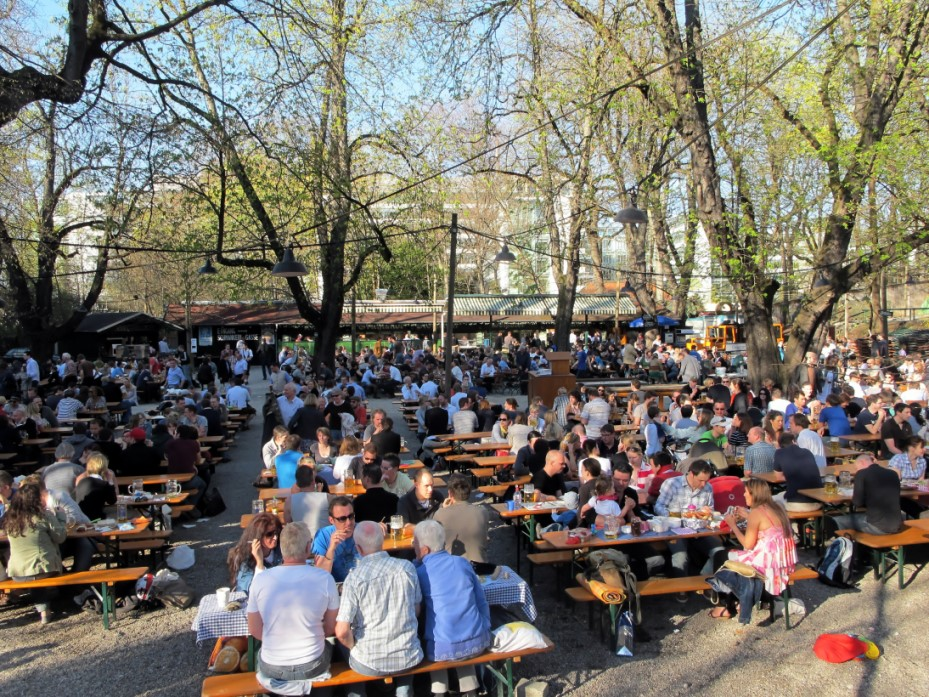
Augustiner-Keller
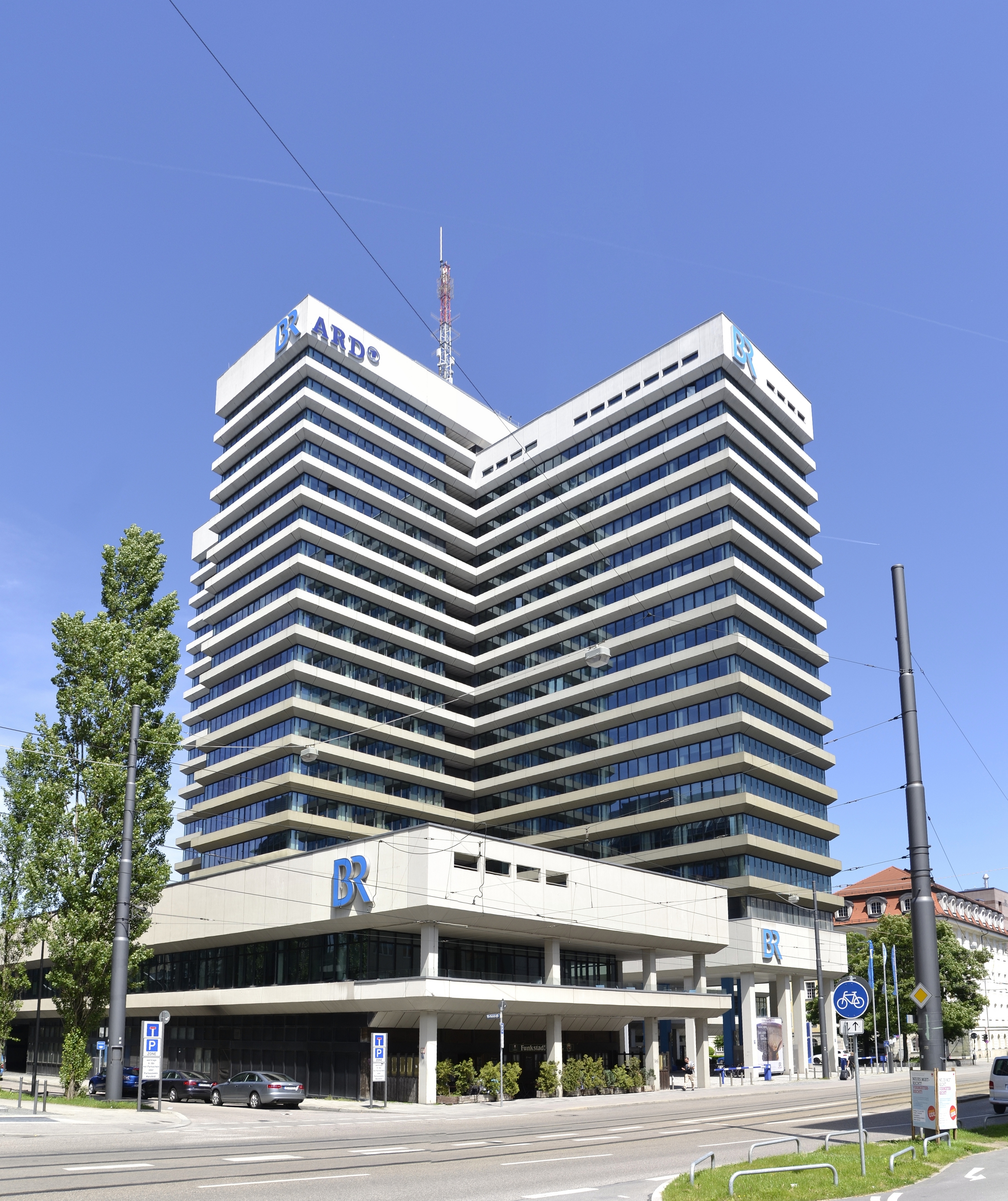
Bayerischer Rundfunk
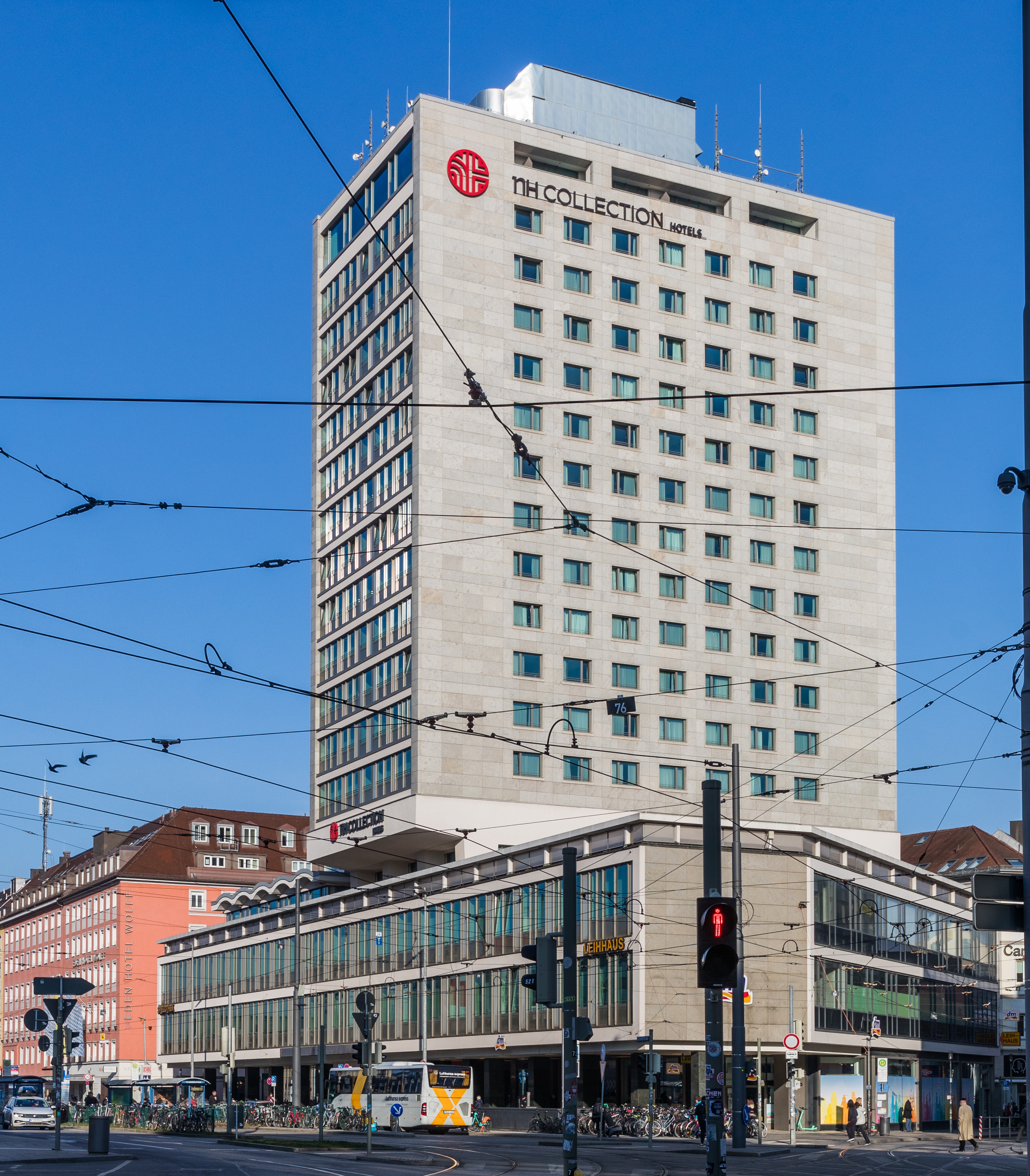
NH Collection München Bavaria, ehemals Hotel Deutscher Kaiser
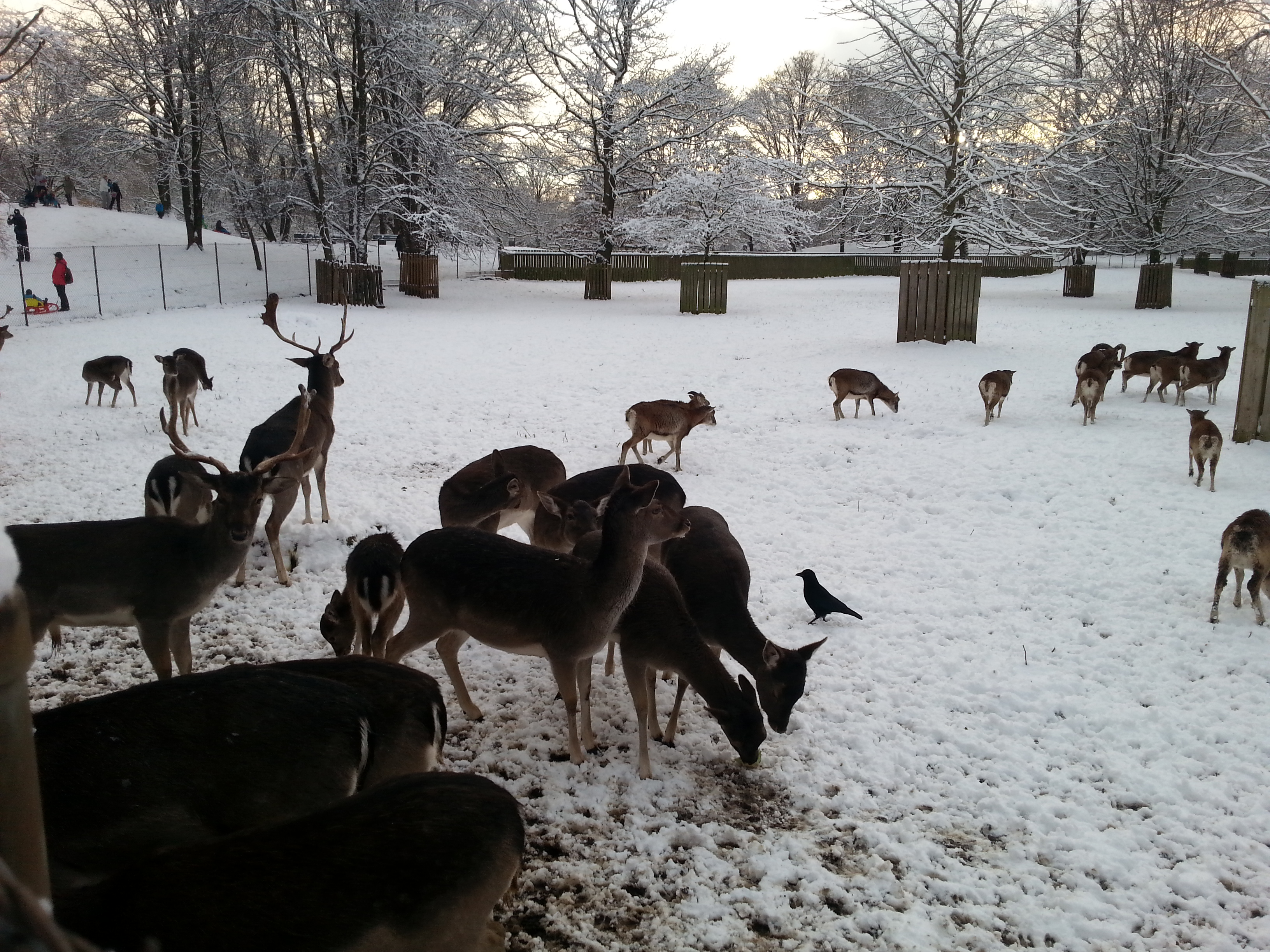
Hirschgarten
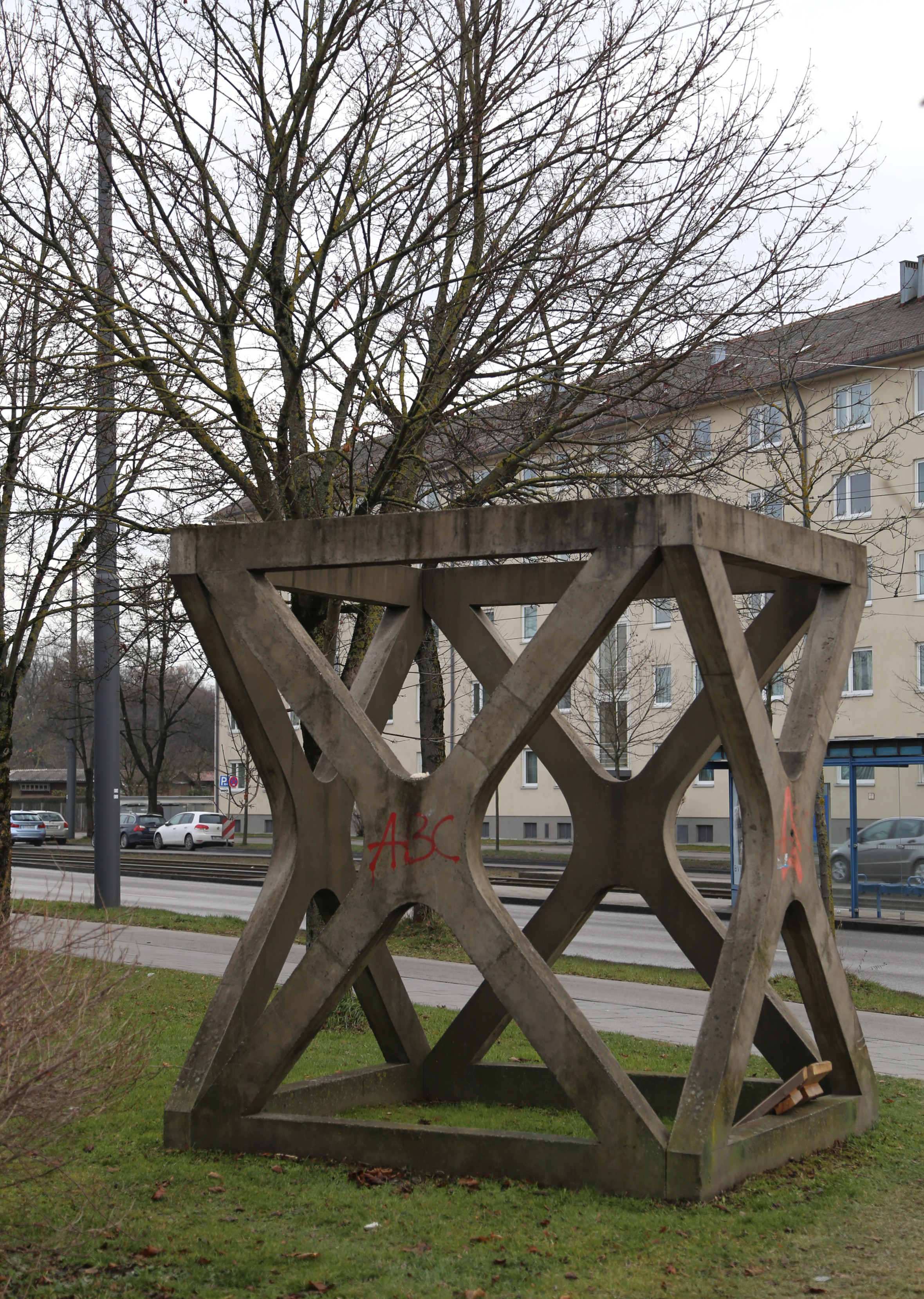
Skulptur X von Isa Genzken an der Arnulfstraße
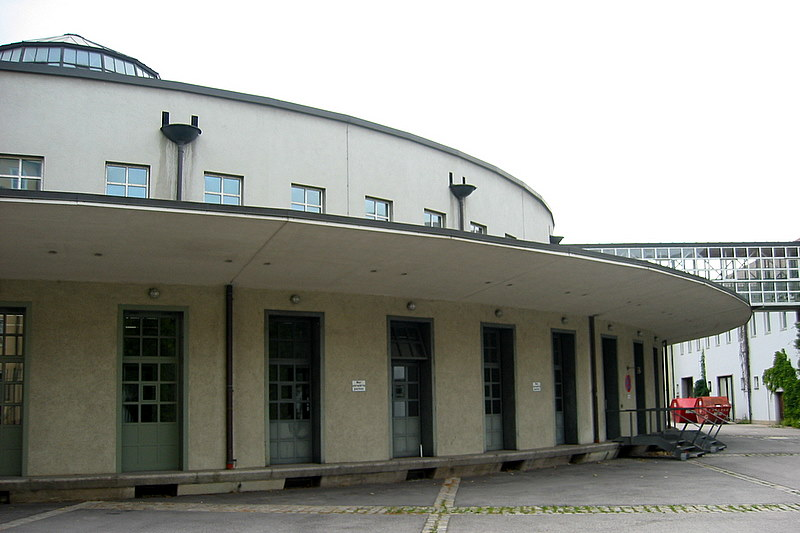
Zentraler Rundbau im ehemaligen Paketzustellamt, heute Postpalast genannt

## Geschichte
Die ehemalige Salzstraße wurde 1890 benannt nach Arnulf von Bayern. Früher befand sich das Verkehrsministerium und die Marsfeldkaserne an der Arnulfstraße. Auf Neuhauser Flur hieß die Arnulfstraße einst Leopoldstraße, musste nach der Eingemeindung nach München diesen Namen jedoch abtreten, da in Schwabing bereits eine Leopoldstraße existierte. Die Straße reichte damals nur bis zur Höhe Renatastraße, später – nach Errichtung der Siedlung Neuhausen – bis zum Steubenplatz. Im weiteren Verlauf existierte die Straße nicht, die Straßenbahn fuhr im Grünen Richtung Romanplatz. Die Nibelungenstraße musste einen Teil des Verkehrs aufnehmen, bis im Jahre 1958 schließlich die Arnulfstraße bis zur Nibelungenstraße verlängert wurde und so ihre endgültige Länge erreichte.